# Aliprando Moriggia
Aliprando Moriggia (Pallanza, 5 dicembre 1830 – Pallanza, 24 gennaio 1906) è stato un medico italiano.

## Biografia
Docente all'Università di Roma, si occupò di vari problemi di istologia e fisiologia. Insieme a J. Moleschott fondò un laboratorio istologico all'università in cui era professore. Fu socio nazionale dell'Accademia dei Lincei e studiò la mummificazione dei tessuti, la funzione digestiva nel feto, la fecondazione artificiale, la motilità dell'iride ed altri aspetti della fisiologia.